# Nanopolvere di ferro
La nanopolvere di ferro è una polvere di ferro con granuli di dimensioni che rientrano nel campo della nanoscala ed è prodotta cominciando dalla raffinazione del ferro, affinché risulti eccezionalmente puro. Dunque il ferro viene avvolto in filo ed esposto ad un'esplosione elettrica che ne separa le particelle. Quello che ne risulta è una polvere di ferro misurabile sulla nanoscala  Le applicazioni possibili della nanopolvere di ferro sono per esempio l'uso per la bonifica delle falde acquifere, il trattamento delle acque reflue, la metallurgia delle polveri o come catalizzatore per la pila a combustibile. 
La nanopolvere di ferro viene utilizzata anche nei fluidi magnetoreologici (abbr. fluidi MR). Quando un fluido MR contenente soltanto particelle di ferro di dimensioni dell'ordine del micrometro viene confrontato con un fluido contenente il 5% di particelle nanometriche e il resto di dimensioni micrometriche, la tensione che se ne ottiene risulta significativamente aumentata.  Questo è un esempio di uno dei tanti usi possibili di questo nanomateriale